# Kościół Świętej Trójcy w Radomiu
Kościół Świętej Trójcy – pierwszy drewniany kościół został wybudowany w 1 połowie XVII wieku wraz z klasztorem dla sióstr benedyktynek z fundacji Barbary Tarłowej. Świątynia drewniana uległa zniszczeniu podczas potopu szwedzkiego. W 1678-1733 wzniesiono kościół murowany według projektu Tylmana z Gameren. W 1774 pożar zniszczył zespół klasztorno-kościelny. W 1809 w klasztorze urządzono szpital wojskowy, a w 1819 po kasacie klasztoru – więzienie.
W 1837 kościół zamieniono na cerkiew pw. św. Mikołaja. Po Powstaniu styczniowym w 1864 r. ponownie przebudowano budynek zmieniając  wygląd fasady wskutek dodania nadbudowy z kopułą i zwieńczenia drugiej kondygnacji trójkątnym szczytem, wspartym na pilastrach. Cała elewacja została pokryta boniowaniem. Podczas I wojny światowej Austriacy urządzili w nim magazyn, przez co obiekt popadł w ruinę. W latach 1924–1925 usunięto przebudowy XIX wieczne i odbudowano fasadę w stylistyce barokowej wg projektu architekta Kazimierza Prokulskiego. Od 1947 kościołem zarządzają oo. jezuici. W 1982 roku kościół remontowano. Do 1997 w klasztorze mieściło się więzienie i areszt śledczy, a obecnie – siedziba kurii biskupiej. Obiekt jest częścią szlaku turystycznego Zabytki Radomia.

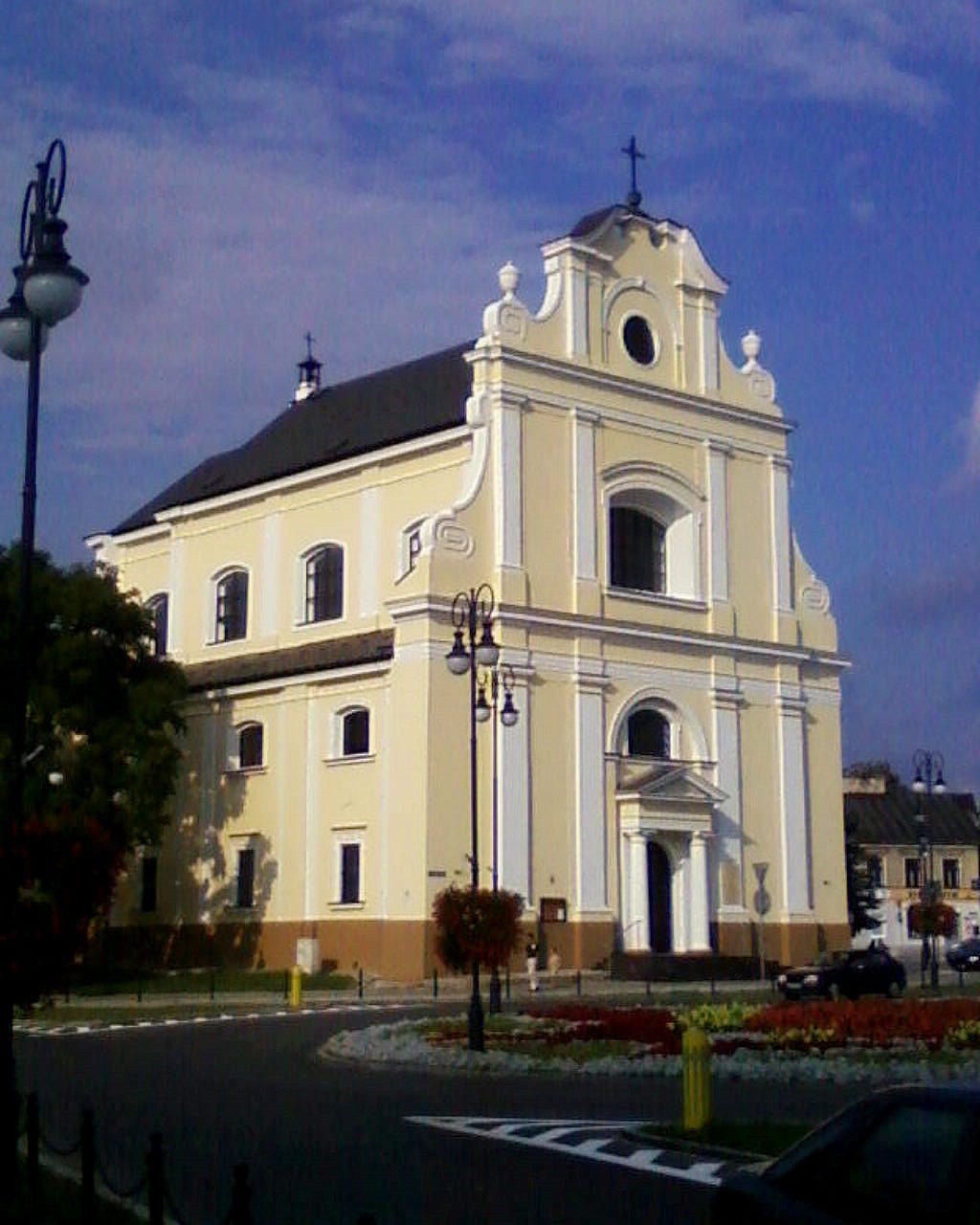